# Доходный дом Уткина
Доходный дом Уткина — дом в центре Киева, возле железнодорожного вокзала. Архитектор Александр Вербицкий.

## Описание
Двухэтажный особняк находился на берегу реки Лыбедь возле железнодорожного вокзала по старому адресу: улица Безаковская, 29 (ныне Улица Симона Петлюры). Домом владел купец 2-й гильдии Иван Яковлевич Уткин, занимавшийся продажей масляных красок.
Имел двухосевую композицию фасада, две боковые раскреповки, акцентированные аттиками. Фасад не был оштукатурен, имел кирпичный декор, ниши, дентикулы, карнизы, гзимсы, фризы, декорированные замковые камни накладывались лепными гипсовыми элементами. Со временем фасад потерял много декоративных элементов: вазы на аттиках, лепные картуши, украшавшие простенки между окнами второго этажа.
Дом построен из кирпича производства завода киевского купца Григория Саввича Ясько (Г. С. Ясько).

## Снос

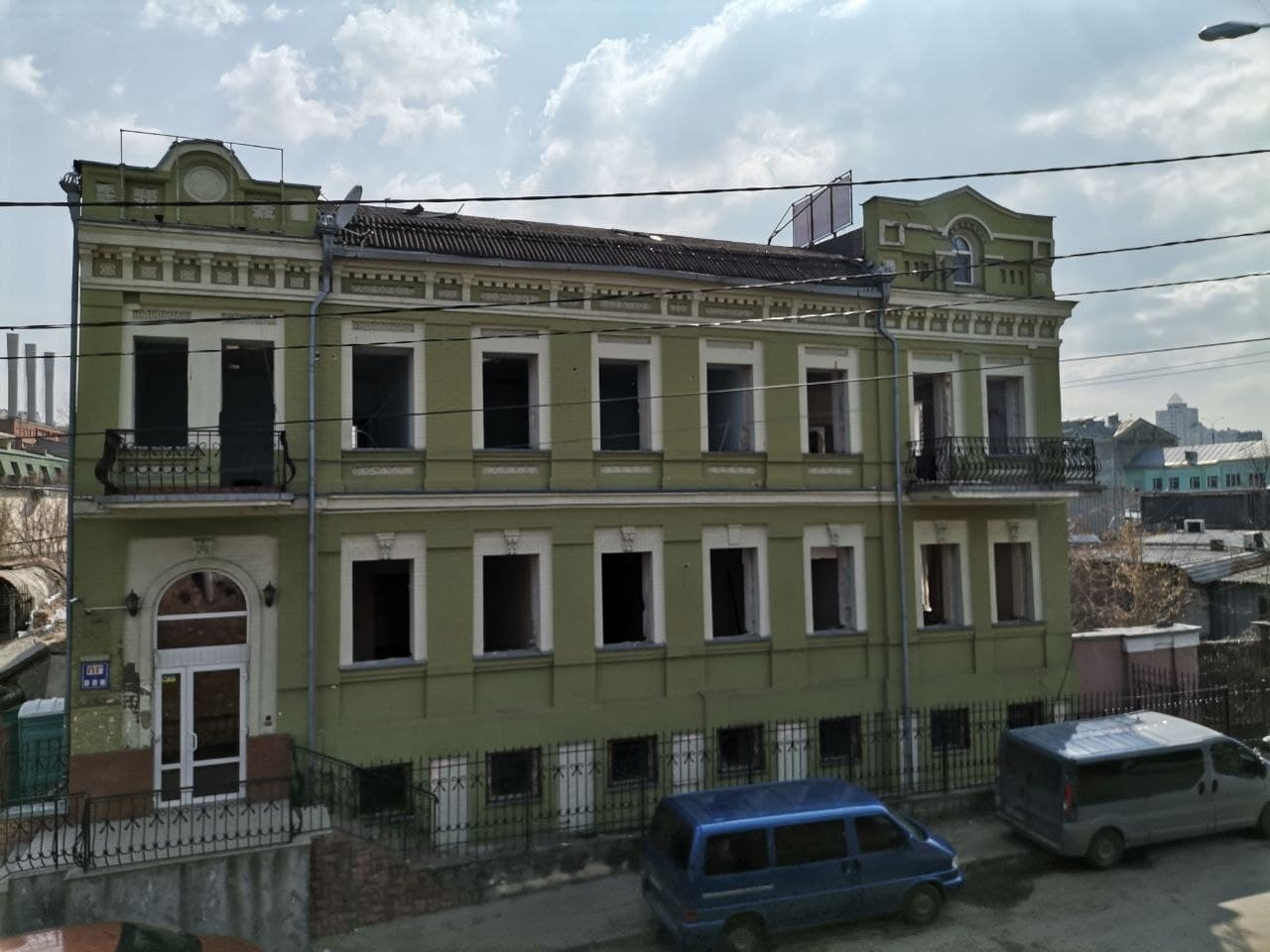
Здание в процессе сноса, март 2021

На начало 2021 года в помещении содержались офисы, которые постоянно функционировали и поддерживали дом и придомовую территорию в надлежащем (не аварийном) состоянии. После получения информации о планируемом сносе особняка и возведении на её месте жилого комплекса (апарт-отеля) на 26 этажей (заказчик — Zim Group, конечный бенефициар — А.А. Мацийчук) общественные активисты начали кампанию за сохранение этого исторического дома.
11 апреля 2021 года стало известно, что дом снесен. Лишь после начала демонтажных работ (полностью разобрана крыша и частично — второй этаж) было открыто уголовное дело в Прокуратуре города Киева по статье 356 УК Украины (самоуправство), однако разрушение памятника не прекратили.
На запросы общественных активистов пресс-служба владельца участка (компания «Приват») ответила, что им ничего не известно об охранном статусе здания и что «упоминавшаяся в СМИ название „дом Уткина“ не имеет под собой никакого документального основания». Представители собственника ссылались на разрешительные документы от ГАСИ, которые ввиду «аварийного состояния» здания давали им право на его частичный демонтаж (до уровня фундамента) и «реконструкцию под гостиницу».